# 高井蘭山
高井 蘭山（たかい らんざん、1762年（宝暦12年）- 1839年2月6日（天保9年12月23日））は、江戸時代後期の戯作者である。名は伴寛。字は思明。通称は文左衛門。蘭山・晒我と号す。宝雪庵蘭山は別人。

## 経歴・人物
蘭山の母方の伯父に龍隣庵素月という俳人がいたこと、蘭山の祖父は仕官の身で俳諧を嗜み、倫菊と称したが享保年中に没したこと、蘭山自身も幼少期から明和・安永年中の20代にかけて俳諧宗匠と交流していたこと、大石喜章が蘭山の妹婿であることが明らかになっている。蘭山自身は、下谷から芝伊皿子に移り住み、江戸幕府に与力として仕えていた。
寛政3年（1791年）刊『年中時候弁』、同4年（1792年）刊『訓蒙天地弁』を著して以来、漢籍・往来物・女訓書・字書などといった啓蒙書を著した。著述活動の背景には、書肆・星運堂花屋久次郎の存在が大きい。
享和3年（1803年）刊『絵本三国妖婦伝』が最初の読本で、文化2年（1805年）から曲亭馬琴の後を受けて『新編水滸画伝』を翻訳した。文化5年（1808年）『孝行嫰物語』『那智の白糸』を刊行する。文化6年（1809年）『星月夜顕晦録』は歴史に取材する作風を見せ、『奇譚青葉笛』『復讐手引糸』『絵本重編応仁記』『平家物語図会』『鎌倉年代記』といった類似した作風の作品を刊行した。

## 作品
- 寛政3年（1791年）刊『年中時候弁』
- 寛政4年（1792年）刊『訓蒙天地弁』
- 寛政11年（1799年）刊『音訓国字路』
- 享和3年（1803年）刊『和漢朗詠国字抄』
- 享和3年（1803年）刊『絵本三国妖婦伝』（中編は文化元年（1804年）刊・下編文化2年（1805年））
- 文化5年（1808年）刊『孝行嫰物語』、『那智の白糸』
- 文化6年（1809年）～文政10年刊（1827年）刊『星月夜顕晦録』
- 文化10年（1813年）刊『奇譚青葉笛』
- 文化11年（1814年）刊『復讐手引糸』
- 文政6年（1823年）刊『俳字節用集』
- 文政7年（1824年）～文政9年（1826年）刊『絵本重編応仁記』
- 文政10年（1827年）刊『山路栞』
- 文政11年（1828年）以降刊『新編水滸画伝』(2編～9編)
- 文政12年（1829年）刊『平家物語図会』前編（後編は嘉永2年（1849年）刊）
- 天保2年（1831年）序『春雨譚』
- 天保3年（1832年）～天保7年（1836年）刊『唐詩選画本』（5編～7編）など
- 天保14年（1843年）『鎌倉年代記』